# Ивков, Дмитрий Петрович
Дми́трий Петро́вич Ивко́в (1849—1916) — русский военный инженер, участник русско-турецкой войны 1877—1878 гг.

## Биография
Из потомственных дворян Тверской губернии. Родился 10 июля 1849 г. На службу поступил 9 сентября 1866 г. юнкером в Николаевское инженерное училище, из которого 12 июля 1869 г. произведён в подпоручики в 4-й сапёрный батальон. 23 июня 1873 г. произведён в поручики.
Во время русско-турецкой войны 1877—1878 гг. Д. П. Ивков участвовал при переправе авангарда армии, под руководством генерал-лейтенанта Радецкого и под непосредственным начальством генерал-майора Драгомирова, через реку Дунай у Зимницы и за отличие был награждён орденом св. Анны 4-й степени и 2 сентября 1878 г. произведён в штабс-капитаны.
В 1889 г. в чине капитана (произведён 30 августа 1884 г.) Д. П. Ивков был назначен исполняющим дела помощника делопроизводителя по искусственной части канцелярии инженерного комитета Главного Инженерного Управления. 30 августа 1890 г. был произведён в подполковники. 27 февраля 1893 г. назначен начальником штаба 3-й сапёрной бригады и 25 декабря 1894 г. получил чин полковника. В 1897 г. Д. П. Ивков вновь возвратился на службу в Главное Инженерное Управление и с той поры продолжал здесь службу, сначала в должности штаб-офицера для особых поручений, потом — заведующим общим делопроизводством по военно-голубиной почте, начальником 5-го отделения и, наконец, 29 июня 1910 г. помощником начальника Главного Инженерного Управления. За это время он произведён в генерал-майоры (6 апреля 1903 г.) и генерал-лейтенанты (6 декабря 1910 г.).
С 28 марта 1914 г. был начальником административного отдела Главного Военно-Технического Управления (преемник Главного Инженерного Управления). В 1916 г. произведён в инженер-генералы и уволен от службы по болезни. Умер 25 октября 1916 г. в Петрограде.
Состоял председателем русского общества голубиного спорта в Киеве с 30 января 1896 г. по 16 января 1897 г.
Среди прочих наград имел ордена Святой Анны 1, 2, 3, 4 степени; Св. Владимира 2, 3, 4 ст.; Св. Станислава 1, 2, 3 ст.; Белого Орла.

## Семья
- Жена: Наталия Валериевна Ивкова (рожд. княжна Урусова; 1856 — 3.04.1917[1])